# Nicolae al lui Ion al lui Iacob / Nicolae Pițiș din Lăpuș
Nicolae al lui Ion al lui Iacob / Nicolae Pițiș din Lăpuș este un film românesc din 2013 regizat de Francisc Mraz.